# Anna de Stolberg-Wernigerode
Anna de Stolberg-Wernigerode (6 septembre 1819 à Peterswaldau, arrondissement de Reichenbach - 17 février 1868) est une femme noble allemande. Elle est diaconesse et matrone du Bethanien ("Bethany") hôpital de Berlin. 

## Biographie
Anna est le huitième enfant du comte Antoine de Stolberg-Wernigerode et de son épouse, la baronne Louise von der Recke (1787-1874), fille du ministre Eberhard von der Recke. Elle est née à Peterswaldau en Silésie. Elle a un sens de la charité même dans son enfance. 
En 1834, la famille s'installe à Düsseldorf et ses parents fondent une école maternelle puis en 1836, ils fondent la première association de diaconesses dans la région rhéno-westphalienne. De 1837 à 1840, la famille vit à Magdebourg, puis ils déménagent à Berlin. 
À Berlin, Anna fréquente l’hôpital Bethanien fondé par les diaconesses. En 1854, elle devient diaconesse et matrone adjointe. En 1855, elle prend la direction de l’hôpital. Elle occupe ce poste jusqu'à sa mort. Elle est décédée en 1868, à l'âge de 48 ans.